# Rionegro & Solimões (álbum de 1989)
Rionegro & Solimões (também conhecido como Samba e Cachaça) é o álbum de estreia da dupla sertaneja brasileira Rionegro & Solimões. Foi lançado em 1 de abril de 1989 pela RGE Discos. Teve como sucessos as canções "Laço da Paixão", "Samba e Cachaça" e "Meu Último Amor".

## Sobre o álbum
Em 1982, houve uma campanha política na cidade de Claraval, onde a dupla foi convidada para se apresentar. Os responsáveis pelo evento lhe prometeram que, se eles ganhassem a campanha, bancariam o primeiro disco da dupla. Após eles ganharem, se passou um tempo, onde eles conseguiram o dinheiro para a gravação. Então foi que em 1986, gravado o primeiro tape, com o maestro Daniel Salinas, no estúdio TransAmérica. Porém, por não terem uma gravadora, o trabalho não pode ser lançado. Só em 1989, o álbum conseguiu ser lançado, através da gravadora RGE Discos. Por não terem estrutura e conhecimento sobre a indústria, o disco não decolou, sendo executado apenas nas regiões de Franca e Ribeirão Preto, saindo logo de  catalogo, como consequência, a dupla foi dispensada pela gravadora.

## Faixas
| N.º            | Título               | Compositor(es)       | Duração |  |
| 1.             | "Laço da Paixão"     | Domiciano / Rionegro | 4:27    |  |
| 2.             | "Só Por Um Momento"  | Domiciano / Solimões | 3:15    |  |
| 3.             | "Nefelibata"         | Domiciano / Rionegro | 3:46    |  |
| 4.             | "Samba e Cachaça"    | Domiciano / Rionegro | 3:14    |  |
| 5.             | "Última Instância"   | Domiciano / Rionegro | 2:58    |  |
| 6.             | "Varal do Horizonte" | Domiciano / Rionegro | 2:52    |  |
| 7.             | "Consciência"        | Domiciano / Rionegro | 3:36    |  |
| 8.             | "Meu Último Amor"    | Rionegro / Solimões  | 2:47    |  |
| 9.             | "Doce Aventura"      | Domiciano / Rionegro | 3:09    |  |
| 10.            | "Filha da Roça"      | Domiciano / Rionegro | 3:35    |  |
| 11.            | "Falsas Juras"       | Domiciano / Solimões | 2:53    |  |
| 12.            | "Estrela Sublime"    | Domiciano / Rionegro | 3:25    |  |
| Duração total: | Duração total:       | Duração total:       | 38:28   |  |